# 查維士
查維士（英語： PC；1930年8月15日—2016年4月26日），加拿大律師、政治人物，加拿大進步保守黨籍。
生於安大略省咸美頓，就讀於倫敦中區書院及西安大略大學。1972年當選加拿大下議院議員。1979年保守黨上台執政，遂獲總理祖·卡勒委任為聯邦與各省關係國務部長。2016年4月26日逝世，享壽85歲。

## 外部連結
- 查維士 – 加拿大国会传记